# Residuos CRETIB
Los residuos CRETIB son desechos peligrosos. La denominación adjetiva CRETIB es la sigla del código de clasificación que corresponde a las características de corrosivo, reactivo, explosivo, tóxico, inflamable y biológico-infeccioso. Pueden existir en recipientes, envases, embalajes y suelos que hayan sido contaminados por ellos. Algunos ejemplos de residuos peligrosos son los acumuladores de vehículos, el aceite lubricante usado, los residuos de pintura y del curtido de pieles, los bifenilos policlorados así como los desechos de sangre. 

## Elaboración de las normas acerca de residuos peligrosos en México
En México rige la norma establecida el 23 de octubre de 1993, NOM-052-SEMARNAT-1993, en la cual se establecen las características y un listado de residuos peligrosos, su clasificación por uso y los límites que los convierten en deteriorantes del ambiente. Para la elaboración de la norma mencionada fue clave la NOM-PA-CRP-001/93. Ello se logró mediante la participación de variados entes, públicos y privados. Entre otros:
- Secretaría de Desarrollo Social
- Secretaría de Gobernación
- Secretaría de Energía
- Secretaría de Comercio y Fomento Industrial
- Secretaría de Agricultura y Recursos Hidráulicos
- Secretaría de Comunicaciones y Transportes
- Secretaría de Salud
- Comisión Federal de Electricidad
- Petróleos Mexicanos
- Asociación Nacional de Fabricantes de Pinturas y Tintas
- Asociación Mexicana de la Industria Automotriz
- Asociación Nacional de la Industria Química
- Beckton Dickinson de México, S. A. de C. V.
- Cámara Minera de México
- Cámara Nacional de la Industria de la Celulosa y del Papel
- Cámara Nacional de la Industria de la Transformación
- Cámara Nacional de la Industria del Hierro y del Acero
- Cámara Nacional de la Industria Farmacéutica
- Cámara Nacional de la Industria Hulera
- Cementos Apasco, S. A. de C. V.
- Colegio Nacional de Ingenieros Químicos
- General Motors de México, S. A. de C. V.
- Uniroyal, S. A. de C. V.
- Universidad Nacional Autónoma de México
- Universidad Autónoma Metropolitana

## Clasificación de residuos peligrosos en México
Por corrosividad los residuos se consideran peligrosos cuando en estado líquido o en solución acuosa:
- Su pH es menor que o igual a 2.0, o mayor que o igual a 12.5.
- A una temperatura de 55 °C son capaces de corroer el acero al carbón (SAE 1020) a una tasa de al menos 6.35 milímetros por año.

Por reactividad se consideran peligrosos si bajo condiciones normales (25 °C y 1 atmósfera) se:
- Combinan o polimerizan violentamente sin detonación.
- Ponen en contacto con agua en relación (residuo-agua) de 5:1, 5:3, 5:5, reaccionan violentamente y forman gases, vapores o humos.
- Ponen en contacto con soluciones de pH ácido (HCl 1.0 N) y básico (NaOH 1.0 N), en relación (residuo-solución) de 5:1, 5:3, 5:5 reaccionan violentamente y generan gases, vapores o humos.
- En su constitución poseen cianuros o sulfuros que cuando se exponen a condiciones de pH entre 2.0 y 12.5 pueden generar gases, vapores o humos tóxicos en cantidades superiores a 250 mg de HCN/kg de residuo o 500 mg de H2S/kg de residuo.
- Son capaces de generar radicales libres.

Por explosividad se consideran peligrosos cuando:
- Sus constantes de explosividad son iguales a o mayores que la del dinitrobenceno.
- A 25 °C y a 1.03 kg/cm² de presión son capaces de producir una reacción o descomposición detonante o explosiva.

Por su toxicidad al ambiente los residuos se consideran peligrosos si:
- Al someterlos a la prueba de extracción para toxicidad conforme a la norma oficial mexicana NOM-053-ECOL-1993, el lixiviado de la muestra representativa contiene cualquiera de los constituyentes listados en las tablas 5, 6 y 7 (anexo 5) en concentraciones superiores a los límites especificados en dichas tablas.

Por inflamabilidad los residuos se consideran peligrosos cuando:
- En solución acuosa contienen más de 24% de alcohol en volumen.
- Son líquidos y sus puntos de inflamación son inferiores a 60 °C.
- No son líquidos pero por fricción, absorción de humedad o cambios químicos espontáneos (a 25 °C y a 1.03 kg/cm²) son capaces de provocar fuego.
- Se trata de gases comprimidos inflamables o agentes que estimulan la combustión.

Por características biológico-infecciosas los residuos se consideran peligrosos si contienen:
- Bacterias, virus u otros microorganismos con capacidad de infección.
- Toxinas generadas por microorganismos que causen efectos nocivos a seres vivos.

Conforme a esta norma, a la mezcla de residuos peligrosos con otros no peligrosos se le considera residuo peligroso.